# بيرنت مايكل هولمبو
بيرنت مايكل هولمبو (بالإنجليزية: Bernt Michael Holmboe)‏، (ولد في 23 مارس 1795 - توفي في  28 مارس 1850)  هو عالم رياضيات نرويجي . تابع التعليم المنزلي في سن مبكرة، ولم يلتحق بالمدرسة إلى غاية سنة 1810.